# Hugh Lane Municipal Gallery
Dublin City Gallery The Hugh Lane est une galerie d'art fondée par le Dublin City Council et située dans la Charlemont House à Dublin, en Irlande. Charlemont House était à l'origine la demeure du premier Comte de Charlemont lorsqu'il venait en ville et a été dessinée par Sir William Chambers.
Auparavant connu sous le nom de « Municipal Gallery of Modern Art », le musée s'appelle maintenant officiellement la « Dublin City Gallery The Hugh Lane », souvent simplifié en « The Hugh Lane ». La galerie a été fondée par Hugh Lane sur Harcourt Street en 1908 et est la première galerie d'art moderne publique connue au monde.
Depuis son déménagement sur Parnell Street, le musée comporte une collection permanente et abrite des expositions temporaires, la plupart du temps, des expositions d'artistes contemporains irlandais. Le studio de Francis Bacon a été reconstruit dans la galerie en 2001. Celle-ci a fermé pour rénovations en 2004 et rouvert en 2006. Elle s'est agrandie d'une extension dessinée par « Gilroy McMahon Architects » et Buro Happold, abritant, entre autres, une salle consacrée aux œuvres de Sean Scully.
Pour le moment, l'intégralité de la collection léguée par Hugh Lane (et qui est d'habitude partagée avec la National Gallery de Londres) est exposée dans la galerie.